# Deep Space Nine
Deep Space Nine (of Deep Space 9) is een fictief ruimtestation uit het Star Trekuniversum en de plaats waar zich het merendeel van de afleveringen van de televisieserie Star Trek: Deep Space Nine afspeelt.

## Beschrijving
Deep Space Nine (DS9) bevindt zich bij de planeet Bajor in het Alfa Kwadrant. DS9 heeft een diameter van 1452 meter en een hoogte van 969 meter. Het station heeft 98 verdiepingen en heeft een massa van iets meer dan 10 miljoen ton. Er zijn 18 koppelpunten voor ruimtevaartuigen (6 in de torens, 12 op de ring) en 6 landingsvlakken.
Het cirkelvormige hoofdgedeelte van het station heeft een buitenring waar ruimteschepen kunnen aankoppelen, een binnenring met woningen en ruimen en een centrale kern waarin zich het commandocentrum (ops), de promenade en de fusiereactors bevinden. Aan de ring zijn drie naar binnen gebogen torens bevestigd, die naar onderen en boven uitsteken. Aan de zes uiteinden van de drie torens zitten de aankoppelingspunten voor ruimteschepen.

## Promenade
De promenade is het belangrijkste publieke gedeelte van het station en bestaat uit een breed looppad met twee verdiepingen dat helemaal om het centrale gedeelte loopt. Hier bevinden zich Quarks bar/speelhuis/holosuites, een Klingon restaurant, het Bajoraans restaurant Celestial Café, Lysia Arlins snoepkiosk, Garaks kledingzaak, de ziekenzaal, Odo's kantoor, een Bajoraanse tempel en vele andere bedrijven.

## Geschiedenis
Het ruimtestation werd gebouwd door de Cardassianen tussen 2346 en 2351 om het op Bajor gedolven uridium te bewerken en kreeg de naam Terok Nor. Het diende ook als commandopost voor Gul Dukat, die van hieruit de Cardassiaanse bezetting van Bajor aanstuurde. Dukat stelde in 2362 de in de ruimte gevonden vormveranderaar Odo Ital (later Odo genoemd) aan als veiligheidschef op het ruimtestation. In 2369 werd het station door de Cardassianen verlaten nadat de bezetting van Bajor ten einde was gekomen.
Nadat de Cardassianen zich hadden teruggetrokken vroeg de Bajoraanse regering het lidmaatschap van de Verenigde Federatie van Planeten aan. Ook werd er een overeenkomst met Starfleet gesloten: het station zou eigendom en grondgebied van Bajor worden, de leiding zou in handen komen van een Starfleet officier en de tweede in commando zou iemand uit de Bajoraanse militie worden.
Benjamin Sisko werd in 2369 als Starfleet commandant aangesteld en de Bajoraanse Kira Nerys werd eerste officier. De USS Enterprise NCC-1701D was het eerste Starfleet schip dat DS9 bezocht. Het schip bracht een groot deel van het Starfleetpersoneel alsmede voorraden en drie Danube-klasse Runabout-ruimteschepen mee. (in 2370 werd ook nog een groter ruimteschip, de USS Defiant NX-74205 aan DS9 toegewezen) Sisko wist vele bedrijfsleiders op het station te overtuigen niet te vertrekken en al vlug ontwikkelde DS9 zich tot een belangrijk handelscentrum. Slechts enkele dagen nadat het Starfleet personeel aan boord kwam werd een zeer belangrijke ontdekking gedaan: Het Bajoraanse wormgat, dat het Alfa Kwadrant met het 70.000 lichtjaar verderop gelegen Gamma Kwadrant verbindt.
Dit eerste stabiele wormgat zorgde ervoor dat DS9 het belangrijkste handelscentrum van de regio werd. Het station werd verplaatst van zijn baan rond Bajor naar de rand van het wormgat. Er werd contact gemaakt met vele rassen in het Gamma Kwadrant. In 2370 werd het station strijdtoneel bij de couppoging van de cirkel, een Bajoraanse factie die alle banden met buitenstaanders wilde verbreken. Na twee dagen strijd aan boord van het ruimtstation werd duidelijk dat de Cirkel bewapend werd door de Cardassianen, waarna elke steun voor de groep wegviel.
Wat later in 2370 werd een Cardassiaans vrachtschip vlak bij DS9 opgeblazen. Deze daad werd opgeëist door de voorheen onbekende Federatie-rebellengroep de Maquis. In 2371 koppelde de USS Voyager NCC-74656 aan, die op zoek was naar een in de buurt gezien Maquis rebellenschip. Een jaar later in 2372 stal de Maquis een zending van 12 industriële replicators die door de Federatie naar de Cardassianen was gestuurd. Hierbij liep DS9 veiligheidsofficier Michael Eddington over naar de Maquis.
Al sinds 2370 was men op de hoogte van de dreiging van de grote militaire macht in het Gamma Kwadrant, de Dominion. In 2373 mondde dit uit in een grote oorlog, toen een vloot van Jem'Hadar-schepen het Alfa Kwadrant binnenviel. Ze verbonden zich met de Cardassianen, waarna de Klingons, die het Cardassiaanse rijk hadden bezet, werden weggejaagd. De Dominion begon regelmatige konvooien door het wormgat te sturen, waarna kapitein Sisko begon de ingang van het wormgat met mijnen te barricaderen. Hierop viel de Dominion het ruimtestation aan. In de ruimteslag werden zeker 50 Cardassiaanse en Jem'Hadar-schepen vernietigd, maar was men uiteindelijk genoodzaakt het ruimtestation te verlaten.
Deep Space Nine werd ingenomen door de Cardassianen en weer Terok Nor genoemd. In 2374 viel een gecombineerde vloot van Klingon en Starfleet schepen de bezetters aan en uiteindelijk werd het station heroverd. De geallieerden, uitgebreid met de Romulanen, vochten nog lange tijd met de Dominion (waaronder de desastreuze 2e slag bij Chin'toka, waarbij meer dan 300 geallieerde schepen werden vernietigd), totdat de Dominion uiteindelijk in 2375 werd verslagen in de slag om Cardassia.

## Personeel
De standaardbemanning van ruimtestation DS9 is 300, maar er kunnen eventueel 7000 personen ondergebracht worden. De leiding bestaat uit:
- Kapitein Benjamin Sisko - commandant
- Majoor Kira Nerys - eerste officier
- Lt. Commander Worf - strategisch officier
- Odo - veiligheidschef
- Miles O'Brien - technische leiding
- Luitenant Jadzia Dax - wetenschapsofficier
- Luitenant Julian Bashir - medische leiding

## Trivia
- Het originele model van Deep Space Nine werd in 2006 tijdens de Star Trek veiling van Christie's voor $240 000 verkocht.